# Terauchi Masatake
Terauchi Masatake (寺内 正毅?; Hagi, 5 febbraio 1852 – Tokyo, 3 novembre 1919) è stato un militare e politico giapponese.
Fu un ufficiale dell'Esercito imperiale giapponese, primo ministro del Giappone dal 9 ottobre 1916 al 29 settembre 1918.

## Biografia

### I primi anni
Figlio di un samurai del clan Hagi, Terauchi Masatake nacque nel dominio di Chōshū (attuale prefettura di Yamaguchi).
Egli iniziò la sua carriera militare nella guerra Boshin contro lo shogunato Tokugawa, ottenendo il grado di tenente nell'esercito imperiale. Durante la ribellione di Satsuma del 1877 fu ferito e perse la mano destra, ma questa disabilità fisica non gli impedì di proseguire la sua futura carriera militare e politica.

### La carriera militare
Nel 1882, dopo essere stato inviato in Francia per studi militari come attaché militare, Terauchi ottenne diversi incarichi militari di rilievo. Egli fu il primo Ispettore Generale per l'Educazione Militare nel 1898, rendendo tale incarico uno dei tre posti di maggior rilievo nell'esercito imperiale. Venne nominato quindi Ministro della Guerra nel 1901 durante il primo governo Katsura. La vittoria dei giapponesi nella guerra russo-giapponese (1904–1905) si ebbe durante la sua tenuta del ministero. Dopo la guerra, venne nobilitato col titolo di  danshaku (barone), e nel 1911 ottenne il titolo di hakushaku (conte).

### Residente Generale in Corea
Terauchi venne quindi nominato in qualità di 3º e ultimo residente generale in Corea dopo l'assassinio di Itō Hirobumi ad Harbin ad opera di An Jung-geun. Come Residente Generale, egli mise in esecuzione il trattato di annessione Giappone-Corea nel 1910 e pertanto divenne il primo governatore generale di Corea.
L'annessione della Corea al Giappone e le successive politiche introdotte dal nuovo governo furono largamente impopolari presso la popolazione coreana e Terauchi rispose con l'impiego di molte forze militari per controllare il territorio. Terauchi utilizzò i moli e profondi legami storico-culturali tra Corea e Giappone come giustificazione per la completa assimilazione della Corea allo stato giapponese. Per questo motivo, centinaia di scuole vennero aperte in Corea che, pur contenendo tracce della cultura locale, erano essenzialmente improntate sul modello giapponese, con l'intento di assimilare la popolazione ad un comportamento di leali sudditi dell'impero giapponese.
Altre politiche di Terauchi furono orientate a migliori fini ma con pessime conseguenze. Un esempio di tale pratica fu la riforma della terra che necessitava disperatamente in Corea. I proprietari terrieri in Corea erano perlopiù assenti, o erano in parte proprietari ed in parte coltivatori, oltre che agricoltori singoli senza certificazioni legali di possesso della terra. L'amministrazione di Terauchi propose come immediata soluzione la creazione di un catasto in Corea che descrivesse le proprietà ed i loro proprietari, radunando tutti i documenti utili in un unico archivio. La proprietà venne negata a quanti non potevano disporre di una documentazione scritta a favore della loro causa (gran parte delle classi più povere vantavano il cosiddetto "diritto di coltivazione" verbale). Anche se dunque il piano ebbe successo, da un lato esso sfavorì le classi meno abbienti e anzi spinse le terre rimaste a passare nelle mani dei ricchi proprietari giapponesi.
Isabel Anderson che visitò la Corea ed incontrò Terauchi nel 1912 scrisse:
(Isabel Anderson, The Spell of Japan, 1914)

### La carriera politica
Nel 1916, Terauchi divenne il 18º primo ministro del Giappone. Durante quello stesso anno, egli ricevette la sua promozione al rango cerimoniale di feldmaresciallo. Il suo gabinetto di governo era composto unicamente da burocrati di carriera dal momento che egli era avverso a chi perseguisse carriere di tipo civile. Durante parte del proprio governo egli mantenne per sé la carica di Ministro degli Affari Esteri e delle Finanze.
Durante il suo governo, Tearuchi perseguì una politica estera aggressiva. Egli supportò il signore della guerra cinese Duan Qirui in cambio della conferma delle pretese del Giappone su parte della provincia di Shandong e sulla Manciuria e promosse l'accordo Lansing-Ishii che riconosceva speciali diritti del Giappone in Cina. Terauchi si servì delle obbligazioni del Giappone verso il Regno Unito sulla base dell'alleanza anglo-giapponese firmata nella prima guerra mondiale, inviando navi da guerra nell'Oceano Pacifico. L'Oceano Indiano ed il Mediterraneo accolsero nuove navi giapponesi e il "Sol Levante" occupò la colonia tedesca di Tsingtao. Dopo la guerra, il Giappone si unì agli alleati nell'intervento in Siberia inviando forze di sostegno a favore dei Russi bianchi contro i Bolscevichi dell'Armata Rossa durante la rivoluzione russa.
Nel settembre del 1918, Terauchi diede le dimissioni dal proprio incarico per via della rivolta del riso del 1918 che aveva aumentato l'inflazione giapponese dopo la guerra. Morì l'anno successivo.